# 全国土地家屋調査士政治連盟
全国土地家屋調査士政治連盟（ぜんこくとちかおくちょうさしせいじれんめい、略称、全調政連）は、日本土地家屋調査士会連合会と連携した土地家屋調査士の政治団体。

## 定義
土地家屋調査士制度発展のための政治活動を行い、もって、国民の権利擁護に寄与することを目的とする団体である。

## 概要
強制加入の団体である日本土地家屋調査士会連合会および各土地家屋調査士会は土地家屋調査士制度の維持発展をするために他の様々な団体が行っている政治的活動をすることは許されない。そのため公職選挙法及び政治資金規正法に基づく政治的活動を行うため、任意団体として設立され、制度の維持発展のために活動している。
- 設立-平成13年
- 所在地-東京都千代田区神田三崎町1-2-10 土地家屋調査士会館
- 会長-椎名勤（平成31年3月13日～現在）
- 幹事長-佐々木健（平成31年3月13日～現在）

各土地家屋調査士会ごとに政治連盟が存在し、単位調政連が組織する団体が全国土地家屋調査士政治連盟である。
これは直接会員によって組織される他士業の政治連盟と2つに分かれる。
各政治連盟によって組織される政治連盟
- 日本税理士政治連盟
- 日本行政書士政治連盟
- 日本司法書士政治連盟
- 全国社会保険労務士政治連盟

各会員によって組織される政治連盟
- 日本弁護士政治連盟
- 日本弁理士政治連盟
- 日本海事代理士政治連盟

## 土地家屋調査士議員連盟
- 土地家屋調査士制度推進に賛同する各政党国会議員の組織（議員連盟）である。全国土地家屋調査士政治連盟と連携して活動しているが各政党によって名称は異なる。
- 自由民主党（土地家屋調査士制度改革推進議員連盟）
  - 会　長 ： 塩崎恭久（衆議院議員）
  - 幹事長 ： 世耕弘成（衆議院議員）
- 公明党（土地家屋調査士制度の改革・振興議員懇話会）
  - 会　長： 高木陽介（衆議院議員）
  - 幹事長： 伊藤渉（衆議院議員）

## 単位土地家屋調査士政治連盟の一覧
| - 札幌土地家屋調査士政治連盟 - 函館土地家屋調査士政治連盟 - 旭川土地家屋調査士政治連盟 - 釧路土地家屋調査士政治連盟 - 宮城県土地家屋調査士政治連盟 - 福島県土地家屋調査士政治連盟 - 山形県土地家屋調査士政治連盟 - 岩手県土地家屋調査士政治連盟 - 秋田県土地家屋調査士政治連盟 - 青森県土地家屋調査士政治連盟 - 東京土地家屋調査士政治連盟 - 神奈川県土地家屋調査士政治連盟 - 埼玉土地家屋調査士政治連盟 - 千葉県土地家屋調査士政治連盟 - 茨城土地家屋調査士政治連盟 - 栃木県土地家屋調査士政治連盟 - 群馬土地家屋調査士政治連盟 - 山梨県土地家屋調査士政治連盟 - 長野県土地家屋調査士政治連盟 - 新潟県土地家屋調査士政治連盟 - 愛知県土地家屋調査士政治連盟 - 三重県土地家屋調査士政治連盟 - 岐阜県土地家屋調査士政治連盟 - 福井県土地家屋調査士政治連盟 - 石川県土地家屋調査士政治連盟 | - 富山県土地家屋調査士政治連盟 - 大阪土地家屋調査士政治連盟 - 京都土地家屋調査士政治連盟 - 兵庫県土地家屋調査士政治連盟 - 奈良県土地家屋調査士政治連盟 - 滋賀県土地家屋調査士政治連盟 - 和歌山県土地家屋調査士政治連盟 - 広島県土地家屋調査士政治連盟 - 山口県土地家屋調査士政治連盟 - 岡山県土地家屋調査士政治連盟 - 鳥取県土地家屋調査士政治連盟 - 島根県土地家屋調査士政治連盟 - 香川県土地家屋調査士政治連盟 - 徳島県土地家屋調査士政治連盟 - 高知県土地家屋調査士政治連盟 - 愛媛県土地家屋調査士政治連盟 - 福岡県土地家屋調査士政治連盟 - 佐賀県土地家屋調査士政治連盟 - 長崎県土地家屋調査士政治連盟 - 大分県土地家屋調査士政治連盟 - 熊本県土地家屋調査士政治連盟 - 鹿児島県土地家屋調査士政治連盟 - 宮崎県土地家屋調査士政治連盟 - 沖縄県土地家屋調査士政治連盟 |